# دینامومتر

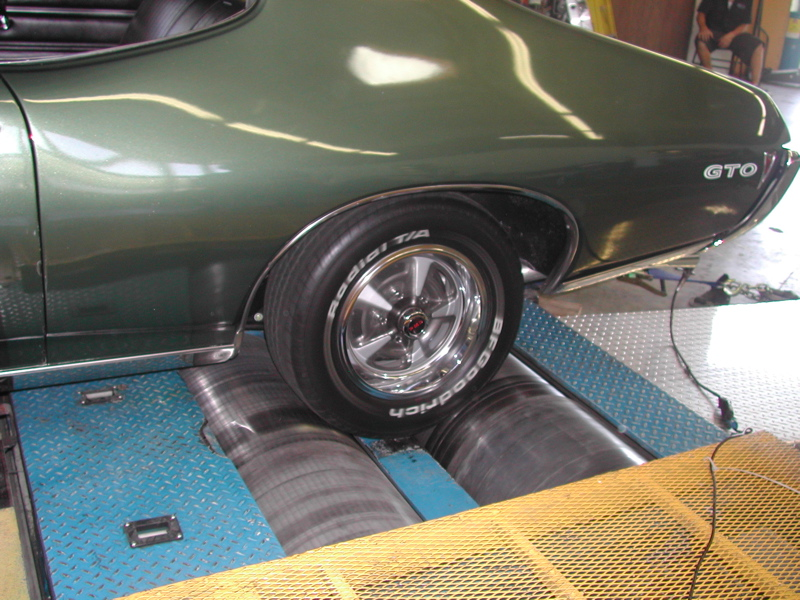
نمایی از ساختار یک‌نوع داینامومتر (قدیمی) در سال ۲۰۰۶

داینامومتر یا داینو (به انگلیسی: Dynamometer) وسیله‌ای است برای اندازه‌گیری همزمانِ گشتاور و سرعت دورانیِ یک موتور الکتریکی، ماشین گرمایی یا هر محرکی که توان آنی آن را می توان محاسبه کرد و بر حسب kW یا bhp آن را بیان کرد. 
علاوه بر اندازه گیری گشتاور و توان، دینامومتر کاربردهای دیگری نیز دارد. این دستگاه، در کالیبره کردن موتورها، کنترل کننده های موتور ، تحقیقات دقیق در مورد رفتار احتراق  و تریبولوژی کاربرد دارد. 